# Дудуєнь
Дудуєнь, Дудуєні (рум. Duduieni) — село у повіті Алба в Румунії. Входить до складу комуни Пояна-Вадулуй.
Село розташоване на відстані 333 км на північний захід від Бухареста, 65 км на північний захід від Алба-Юлії, 70 км на південний захід від Клуж-Напоки, 144 км на північний схід від Тімішоари.

## Населення
За даними перепису населення 2002 року у селі проживали 98 осіб, усі — румуни. Усі жителі села рідною мовою назвали румунську.